# Headspin
L'headspin è una mossa atletica effettuata tenendosi in equilibrio sulla testa e ruotando lungo l'asse verticale del corpo, solitamente senza altri supporti. Questa mossa è una delle più classiche e caratteristiche della break dance.

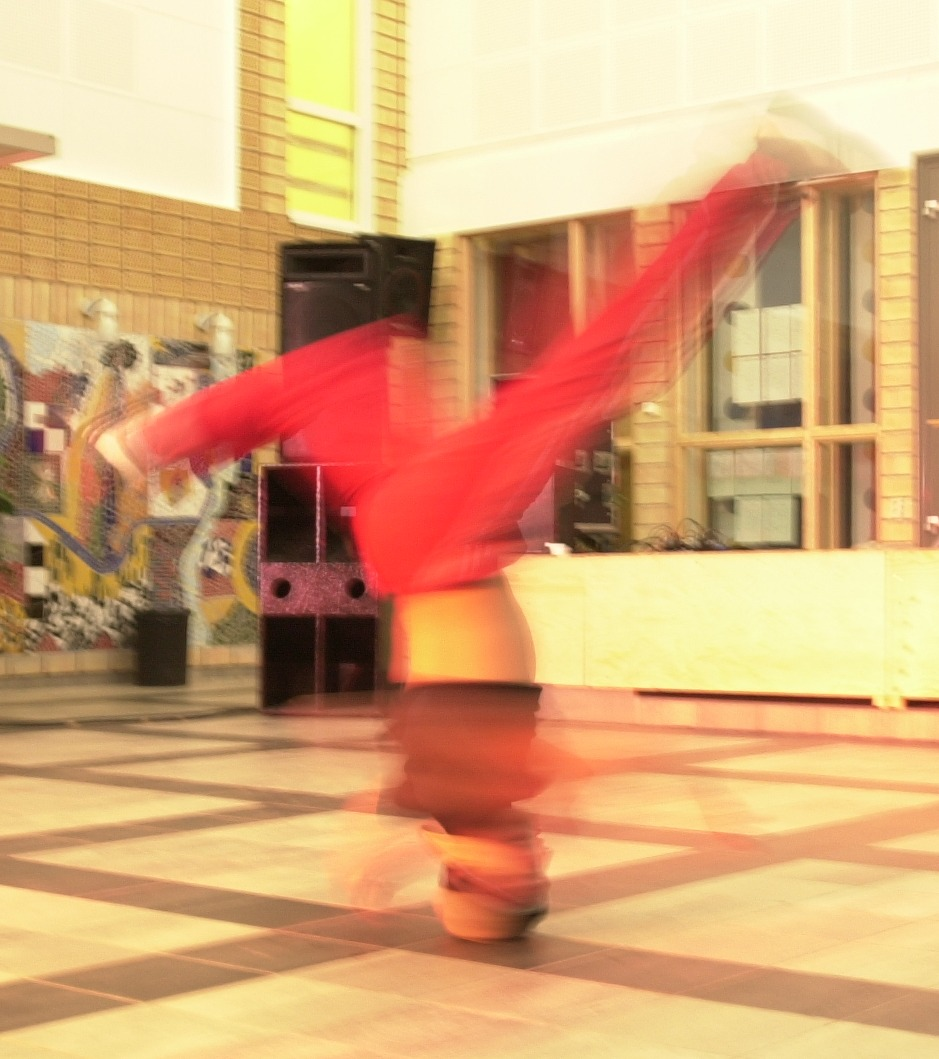
Headspin

L'headspin viene effettuato frequentemente all'interno di combinazioni più complesse; la spinta necessaria per generare il movimento rotatorio viene ottenuta attraverso il movimento coordinato delle braccia e delle gambe.
Per facilitare la rotazione e, soprattutto, per evitare di danneggiare il cuoio capelluto, alcuni dei ballerini di breakdance indossano dei caschi protettivi o degli opportuni berretti quando effettua questa mossa.
Vi sono numerose varianti dell'headspin, che consentono di ruotare in posizioni diverse e personalizzate; una tecnica tipica consente di incrementare la velocità di rotazione distendendo le braccia lungo il corpo e raggiungendo una posizione completamente eretta, con le gambe chiuse (talvolta incrociate), per la legge di conservazione del momento angolare, sebbene in questa posizione sia molto più difficile mantenere a lungo l'equilibrio.